# Estádio Joaquim de Almeida Flores
O Estádio Joaquim de Almeida Flores é um estádio de futebol situado no bairro da Nova Cidade, na cidade fluminense de Nilópolis. Localiza-se no quarteirão formado pelas seguintes ruas: Quintino Bocaiúva, Carlos Benedete, Arnaldo Tavares e Benjamin Constant. Pertencente ao Esporte Clube Nova Cidade. Possui capacidade para 5 mil espectadores.
O estádio foi inaugurado em 1941. O Esporte Clube Nova Cidade regularmente cede o estádio para ser utilizado por outras equipes do estado do Rio de Janeiro que não possuem estádio ou que precisam mandar jogos na Região Metropolitana do Rio de Janeiro. Em 2018, o estádio recebeu um novo gramado visto que o anterior estava desgastado pela grande quantidade de jogos e treinos do time principal e da divisão de base realizados no local.